# Atac prin forță brută

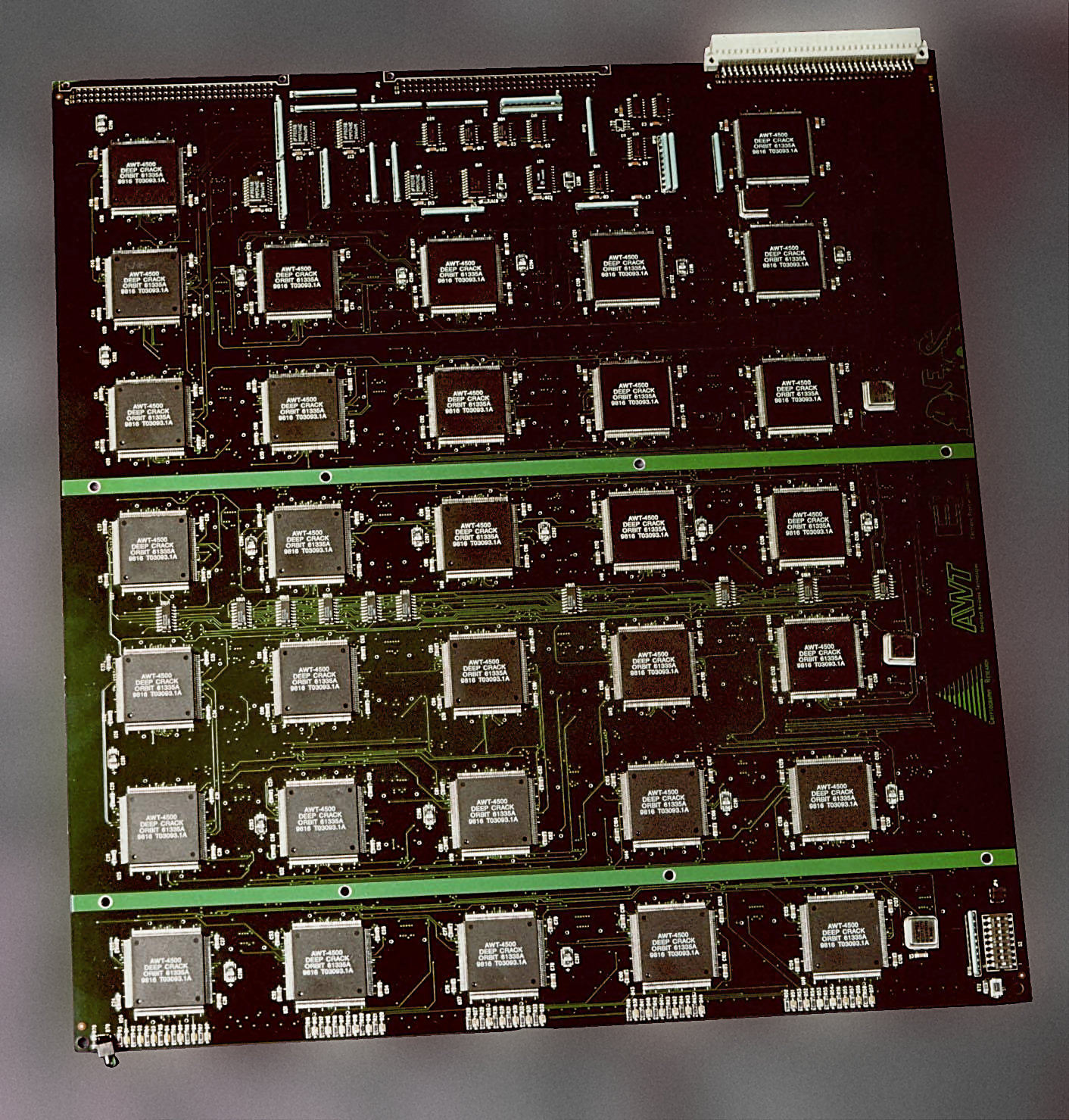
Dispozitivul DES pentru spargere de parole al celor de la EFF în valoare de 250.000 US$ conținea peste 1800 de chip-uri personalizate și ar fi putut să decodifice o parolă criptată cu algoritmul DES în câteva zile. Fotografia arată un astfel de montaj, echipat pe ambele părți cu 64 chip-uri Deep Crack.

În criptografie, un atac prin forță brută sau o căutare exhaustivă de cheie reprezintă un atac criptanalitic, ce poate fi folosit teoretic pentru orice tip de date codificate (cu excepția datelor criptate într-un mod teoretic sigur). Un astfel de atac ar putea fi folosit când nu se poate profita de alte vulnerabilități din sistemul de criptare (dacă există vreuna) prin care sarcina să fie mai ușoară. Acestă metodă constă în verificarea sistematică a tuturor cheilor posibile, până când este găsită cheia corectă. În cel mai rău caz, această metodă presupune traversarea întregului spațiu de căutare.
Lungimea cheii folosite pentru cifrare determină fezabilitatea lansării unui atac prin forță brută, cheile mai lungi fiind exponențial mai greu de aflat decât cele scurte. Un cifru cu o cheie având lungimea de N biți poate fi spart în cel mai rău caz într-un interval de timp proporțional cu 2N și într-un timp mediu de două ori mai mic. Eficiența atacurilor prin forță brută poate fi diminuată prin umbrirea datelor de codificat, procedeu care îngreunează și mai mult sarcina atacatorului de a recunoaște când a spart codul. Indicatorul eficienței unui sistem de criptare este și intervalul de timp necesar unui atacator pentru a lansa un atac prin forță brută de succes.
|  |

## Spargerea accelerată a parolelor cu ajutorul resurselor GPU
Parolele sunt în general stocate în formă criptată și cei mai folosiți algoritmi sunt cei din familia SHA, SHA-1, SHA-256, etc. Atacurile cu dicționarul și atacurile prin forță brută asupra parolelor criptate pot fi accelerate prin folosirea în paralel a numeroaselor resurse de calcul GPU. HashCat este un exemplu de o astfel de resursă GPU care poate fi folosită pentru spargerea mai rapidă a parolelor.